# Neoglyphidodon polyacanthus
Neoglyphidodon polyacanthus är en fiskart som först beskrevs av Ogilby, 1889.  Neoglyphidodon polyacanthus ingår i släktet Neoglyphidodon och familjen Pomacentridae. Inga underarter finns listade i Catalogue of Life.